# Binh Thuan
Binh Thuan (vietnamita: Bình Thuận) é uma província do Vietnã.